# Orophaca tridactylica
Orophaca tridactylica är en ärtväxtart som först beskrevs av Asa Gray, och fick sitt nu gällande namn av Per Axel Rydberg. Orophaca tridactylica ingår i släktet Orophaca och familjen ärtväxter. Inga underarter finns listade i Catalogue of Life.